# Cañete
Cañete – gmina w Hiszpanii, w prowincji Cuenca, w Kastylii-La Mancha, o powierzchni 86,96 km². W 2011 roku gmina liczyła 933 mieszkańców.